# Juniliusz
Juniliusz (VI wiek) - wczesnochrześcijański pisarz łaciński. Był kwestorem w Konstantynopolu za czasów cesarza Justyniana (ok. 542 roku). Jest autorem przekładu na język łaciński greckiego dzieła Pawła z Nisibis Zasady prawa Bożego (Instituta regularia divinae legis), które było wprowadzeniem do studium Biblii w duchu Teodora z Mopsuestii.